# 史晓慧
史晓慧（1970年7月25日—），浙江杭州人，前中國羽毛球運動員，1990年優霸盃冠軍成員。退役後移民美國，英文名辛蒂（Cindy Shi），曾代表美國參加世界羽毛球錦標賽。

## 簡歷
史曉惠曾獲得1989年香港羽球公開賽女子單打第三名。在同年的世界羽球錦標賽女子單打項目裡，她在第四輪被瑞典選手克莉斯汀·梅紐森淘汰。1990年，她作為中國國家羽毛球隊一員，在優霸盃國際女子團體錦標賽獲得冠軍。
從國家隊退役後，史曉惠前往美國求學發展，並與另一位移民美國的華裔羽球運動員韓奇結婚，兩人育有一子一女。史曉惠在美國曾獲美國全國羽毛球錦標賽冠軍，亦曾代表美國參加世界錦標賽。

### 註腳
1. 1 2 3  . 中国侨网. 2004-10-11  [2022-04-14]. （原始内容存档于2018-04-30） （中文）.
2. 1 2 3  . 青岛日报. 2001-06-07  [2022-04-14]. （原始内容存档于2022-04-14） （中文）.
3. ↑  . worldbadminton.com. 1997-04-07  [2022-04-14]. （原始内容存档于2021-11-17） （英语）.
4. ↑  . 北京日报. 2001-06-07  [2022-04-14]. （原始内容存档于2005-08-31） （中文）.
5. ↑  . 中國新聞網. 2005-08-16  [2022-04-14]. （原始内容存档于2022-04-14） （中文）.

### 外部連結
- 史晓慧在世界羽球聯盟的登錄資料
- . 联合晚报. 1989-03-16  [2022-04-14]. （原始内容存档于2022-04-14） （中文）.